# Alexandre (ur. 1992)
Alexandre, właśc. Alexandre de Souza Alves Lima (ur. 11 stycznia 1992) – brazylijski piłkarz występujący na pozycji napastnika w brazylijskim klubie Coruripe. Jest wychowankiem Mogi Mirim EC. Na początku 2011 roku trafił do Śląska Wrocław, z którym zdobył mistrzostwo Polski. W sezonie 2012/13 był zawodnikiem Miedzi Legnica.

## Statystyki kariery
(aktualne na dzień 24 lipca 2013)
| Klub               | Sezon              | Liga               | Liga  | Liga   | Puchar Polski | Puchar Polski | Europa | Europa | Suma  | Suma   |
| Klub               | Sezon              | Liga               | Mecze | Bramki | Mecze         | Bramki        | Mecze  | Bramki | Mecze | Bramki |
| ------------------ | ------------------ | ------------------ | ----- | ------ | ------------- | ------------- | ------ | ------ | ----- | ------ |
| Śląsk Wrocław      | 2010/11            | Ekstraklasa        | 0     | 0      | 0             | 0             | –      | –      | 0     | 0      |
| Śląsk Wrocław      | 2011/12            | Ekstraklasa        | 1     | 0      | 0             | 0             | 0      | 0      | 1     | 0      |
| Miedź Legnica      | 2012/13            | I liga             | 18    | 0      | 3             | 0             | –      | –      | 21    | 0      |
| Ogólnie w karierze | Ogólnie w karierze | Ogólnie w karierze | 19    | 0      | 3             | 0             | 0      | 0      | 22    | 0      |

## Sukcesy

### Śląsk Wrocław
- Mistrzostwo Polski: 2011/12